# Jean-Félix Adolphe Gambart
Jean-Félix Adolphe Gambart, född 12 maj 1800 i Gette, död 23 juli 1836, var en fransk astronom. 
Gambart, som var lärjunge till Bouvard, blev 1822 direktor för observatoriet i Marseille. Han tilldelades Lalandepriset från Franska vetenskapsakademien 1823 (tillsammans med Carl Ludwig Christian Rümker), 1827 (tillsammans med Jean-Louis Pons, 1830 (tillsammans med Henri Gambey och Louis-Frédéric Perrelet) och 1832 (tillsammans med Benjamin Valz). Gambart är bekant som upptäckare av ett flertal kometer. Månkratern Gambart har fått sitt namn efter honom.